# Kulla landskommun
Kulla landskommun var en tidigare kommun i Uppsala län.

## Administrativ historik
Kommunen inrättades i Kulla socken i Lagunda härad i Uppland när 1862 års kommunalförordningar trädde i kraft 1863.
Vid kommunreformen 1952 gick den upp i Lagunda landskommun, som 1971 uppgick i Enköpings kommun. 